# سهل مينا
سهل مينا من أشهر السهول بالجهة الغربية للجزائر ويشغل الجهة الغربية لولاية غليزان إذ تعد تربته خصبة، والتي تسمح بدورها بزراعة الحمضيات. والزيتون والخضر والقمح والقطن والتبغ.

## التسمية
يستمد السهل اسمه من وادي مينا الذي ينبع من فرندة ويصب في واد الشلف.

## جغرافيا

### الموقع
سهل مينا تابع لحوض الشلف ويقع على ارتفع 60 م  ويمتوسط هطوا أمطار سنو 350 ملم/ سنة
يخترق السهل واد مينا ويحد من الشرق سهل هبرة وجبل بلعسل وشمال جبال الظهرة وجنوبا الونشريس.

## بلديات السهل
يضم السهل بلديات بمساحة 340 كم مربع:
- غليزان
- بلعسل
- سيدي خطاب
- يلل
- واد الجمعة
- المطمر
- زمورة

## منتوجات السهل
- الزيتون
- الحمضيات
- الجلبان
- القمح
- التين الشوكي

## تاريخ
شكل السهل محط إهتمام الرومان وأنشؤوا بذلك مينا التي إستقر بها الرومان وأقامو سدا بها وبحلول الحقبة الإسلامية كانت تابعة للبطحاء التي كانت تدر مداخيل لحكام تلمسان وبحلول الإستعمار الفرنسي شيد مدينة غليزان واطلق عليها نابليونIII لدى زيارته للمنطقة عام 1865م لقب كاليفورنيا الجزائر بغية جعلها جنة فلاحية.